# NGC 689
NGC 689 est une galaxie spirale intermédiaire située dans la constellation du Fourneau. NGC 689 a été découverte par l'astronome américain Ormond Stone en 1886.

## Caractéristiques
Sa vitesse par rapport au fond diffus cosmologique est de 3 979 ± 19 km/s, ce qui correspond à une distance de Hubble de 58,7 ± 4,1 Mpc (∼191 millions d'al).
À ce jour, six mesures non basées sur le décalage vers le rouge (redshift) donnent une distance de 64,050 ± 9,202 Mpc (∼209 millions d'al), ce qui est à l'intérieur des valeurs de la distance de Hubble. Notons cependant que c'est avec la valeur moyenne des mesures indépendantes, lorsqu'elles existent, que la base de données NASA/IPAC calcule le diamètre d'une galaxie et qu'en conséquence le diamètre de NGC 689 pourrait être d'environ 23,1 kpc (∼75 300 al) si on utilisait la distance de Hubble pour le calculer.
La classe de luminosité de NGC 689 est I-II et elle renferme des régions d'hydrogène ionisé.

## Supernova
La supernova SN 2007rv a été découverte dans NGC 689 le 7 juillet 2007 par l'ingénieur et astronome amateur Thiam-Guan Tan. Cette supernova était de type Ia.